# La Paz (gemeente in Baja California Sur)
La Paz is een gemeente in de Mexicaanse deelstaat Baja California Sur. De hoofdplaats van La Paz is La Paz. La Paz heeft een oppervlakte van 20.275 km² en 219.596 inwoners (census 2005).
Comondú · La Paz · Loreto · Los Cabos · Mulegé